# Місто на пагорбі (телесеріал)
«Місто на пагорбі» (англ. City on a Hill) — американський кримінальний драматичний серіал 2019 року, створений за мотивами оригінальної ідеї Бена Аффлека та Чарлі Макліна, який став головним продюсером. У серіалі зіграли Кевін Бейкон, Елдіс Годж, Аманда Клейтон, Кеті Моріарті, Кевін Данн і Джил Геннессі. Прем'єра серіалу відбулась у мережі — 7 червня 2019 року та на каналі Showtime — 16 червня. 2 серпня 2019 року Showtime оголосив про продовження серіалу на другий сезон.

## Сюжет
Дія серіалу відбувається в Бостоні на початку 1990-х, коли місто було перенасичене жорстокими злочинцями, яких підтримували місцеві корумповані правоохоронці — поки все раптово не змінилося. Це вигадана розповідь про те, що називалося «Бостонським дивом», або операцією «Припинення вогню». Ініціатором змін є окружний прокурор Декурсі Ворд (Алдіс Годж), який приїжджає з Брукліна і утворює хиткий союз із Джекі Рором (Кевін Бекон), корумпованим, але шанованим ветераном ФБР, якого не дуже влаштовує ситуація в місті. Разом вони беруться за справу сімейки грабіжників із Чарльстауна (Джонатан Такер, Марк О'Браєн та Джиммі Каммінгз), яка зачіплює всю систему кримінального судочинства Бостона.

## У головних ролях
- Кевін Бейкон — Джекі (Джон) Рор
- Елдіс Годж — Декурсі Ворда
- Джонатан Такер[en] — Френкі (Френсіс) Раян
- Марк О'Браєн[en] — Джиммі (Джеймс) Раяна
- Лорен Е. Бенкс — Шевон Ке (Siobhan Quay)
- Аманда Клейтон[en] — Кеті Раян
- Джері Шей[en] — Генк (Генрі) Сінья
- Кевін Чепмен[en] — Дікі Міноуг
- Джил Геннессі — Дженні (Дженніфер) Рор

### Запрошені актори
- Кеті Моріарті — Ма Раян
- Рорі Калкін — Клей Роуч
- Кевін Данн — Натан Рей
- Вінсан Ельбаз — офіцер поліції Г'юґо Рей
- Зої Маргарет Коллетті — Бенедетті Рор
- Марк Райдер — отець Дойл
- Мікаела Макманус — агент ФБР Сара Родс
- Сара Шахі — Рейчел Бен'ем
- Джиммі Каммінгз — Томмі Гейса
- Джорджина Рейлі — Корі Стратерс
- Джеймс Ремар — Річі Раяна
- Хевіленд Морріс — Кейт Саутворт
- Глорія Рубен — Елоїза Гастінгс